# Harriet Clisby
Harriet Jemima Winifred Clisby (1830-1931) est une femme médecin britannique, militante du droit des femmes et fondatrice de la Women's Educational and Industrial Union (en) à Boston.

## Jeunesse
Harriet Jemima Winifred Clisby naît à St. James's, Londres, en 1830. Elle part s'installer avec ses parents et ses deux frères et sœurs à Adélaïde, en Australie-Méridionale, quand elle a huit ans. Elle épouse Henry Edward Walker, marin de son état, le 25 février 1848.

## Carrière
Elle a une vingtaine d'années lorsqu'elle emménage à Melbourne. Elle travaille comme rédactrice en chef pour le Southern Phonographic Harmonia et avec Caroline Dexter, copublie The Interpreter, le premier magazine australien publié par des femmes. Elle crée également un foyer communautaire dédié à la réadaptation des femmes détenues en 1858,,,.
Inspirée par le livre d'Elizabeth Blackwell sur la santé des femmes publié en 1852, Harriet Clisby décide d'étudier la médecine. Elle voyage en Angleterre et étudie les soins infirmiers au Guy's Hospital. Là, elle rencontre Elizabeth Garrett Anderson, une éminente femme médecin, fondatrice de l'hôpital, qui lui conseille d'aller étudier aux États-Unis. Avec le soutien financier d'un ami, Harriet Clisby suit une formation au New York Medical College and Hospital for Women, dont elle sort diplômée en 1865.
En 1871, Harriet Clisby déménage à Boston, où elle pratique l'homéopathie et enseigne l'hygiène,. Harriet Clisby écrit une suite de récits de voyage sur l'Australie pour le Woman's Journal, un journal pour les suffragettes édité à Boston par Lucy Stone et Henry B. Blackwell, en 1873. Les « Sketches of Australia » retracent les souvenirs de jeunesse d'Harriet Clisby, lorsqu'elle est immigrée en Australie.
En 1877, alors qu'elle vit encore à Boston, Harriet Clisby et des amis fondent la Women's Educational and Industrial Union pour s'attaquer aux problèmes des femmes pauvres, en particulier des immigrées au chômage. Dans un grand bâtiment de la rue Boylston, les femmes peuvent prendre des cours d'anglais, apprendre la chapellerie, la confection et la couture et obtenir des conseils juridiques gratuits. Plus tard, la WEIU offre des services de placement et une formation pour le travail domestique et le commerce de détail. Elle crée également un établissement de crédit pour les femmes. La WEIU poursuit ses activités pendant une bonne partie du XXe siècle, fournissant bon nombre des mêmes services qu'un centre d'aide sociale. Harriet Clisby participe brièvement à son administration aux côtés du premier président de l'organisation, avant de démissionner pour raison de santé. Elle occupe le poste de vice-présidente de 1882 à 1889.

## Dernières années
Après avoir pris sa retraite de médecin, elle s'installe à Genève, où elle fonde l'Union des femmes. Elle reste active pendant de nombreuses années, donnant des conférences sur des sujets médicaux et spirituels dans les années 1890. Elle meurt à Londres en 1931 à l'âge de 100 ans,,.
On se souvient d'Harriet Clisby pour son activité au sein de la WEIU sur le Boston Women's Heritage Trail.